# Peter Yorck von Wartenburg
Peter Yorck von Wartenburg, född 13 november 1904 i Klein Öls nära Ohlau, Nedre Schlesien, död 8 augusti 1944 i Berlin, var en tysk greve, promoverad jurist och motståndsman mot Adolf Hitlers regim. Peter Yorck von Wartenburg var medlem av Kreisaukretsen och deltog i 20 juli-attentatet mot Hitler.
Yorck von Wartenburg samlade vid flera tillfällen sina medsammansvurna i sitt hem och efter övertalning insåg han att Hitler borde röjas ur vägen. Efter den misslyckade kuppen den 20 juli 1944 arresterades han och ställdes inför Folkdomstolen. Enligt ögonvittnen behöll han sitt lugn och sin sakliga argumentering, när domaren Roland Freisler överöste honom med förolämpningar och anklagelser för högförräderi. Peter Yorck von Wartenburg dömdes till döden och avrättades genom hängning i Plötzenseefängelset i Berlin.

### Webbkällor
- ”Peter Yorck von Wartenburg” (på tyska). Gedenkstätte Deutscher Widerstand. Arkiverad från originalet den 12 juni 2014. https://www.webcitation.org/6QHfsVBGj?url=http://www.gdw-berlin.de/nc/de/vertiefung/biographien/biografie/view-bio/yorck-von-wartenburg/. Läst 12 juni 2014.